# Хищни растения
Хѝщни растѐния (или насекомоядни растения) – събирателно название за всички растения, улавящи и използващи дребни животни (предимно насекоми) или протисти като източник на хранителни вещества (но не и енергия). По този начин те са се приспособили да живеят в бедни на хранителни вещества почви като блата, мочурища и скали. Тяхното хранене е смесено – състои се от основното им автотрофно хранене (чрез фотосинтеза) и хетеротрофното им хранене с други организми от които си набавят недостигащите им минерали (най-вече азот).

## Разпространение
Хищните растения са над 500 вида и се срещат на всички континенти без Антарктида. Някои от видовете са широко разпространени – Drosera rotundifolia се среща в Северна Америка, Европа и Азия, докато други са ендемити в малък регион – род Heliamphora се среща в изолирана местност в планините Рорайма във Венецуела.

## Представители
Списък на хищните родове растения:
- Алдрованда (Aldrovanda)
- Брокхиния (Brocchinia)
- Библис (Byblis)
- Катопсис (Catopsis)
- Цефалотус (Cephalotus)
- Дарлингтония (Darlingtonia)
- Венерина мухоловка (Дионея) (Dionaea)
- Росянка (Drosera)
- Дрозофилум (Drosophyllum)
- Генлисея (Genlisea)
- Хелиамфора (Heliamphora)
- Непентес (Nepenthes)
- Филкоксия (Philcoxia)
- Пингуикула (Pinguicula)
- Роридула (Roridula)
- Сарацения (Sarracenia)
- Стилидиум (Stylidium)
- Трифиофилиум (Triphyophyllum)
- Утрикулария (Utricularia)

### Видове в България
В България се срещат няколко вида хищни растения, сред които:
- Балканска петлюга (Pinguicula balcanica)
- Южна мехурка (Ultricularia australis)
- Дребна мехурка (Ultricularia minor)
- Обикновена мехурка (Ultricularia vulgaris)
- Кръглолистна росянка (Drosera rotundifolia)
- Жлезиста алдрованда (Aldrovanda vesiculosa)